# Sue Aston
Sue Aston är en violinist och kompositör från Cornwall, England. Astons musik är mycket inspirerad från Cornwall och går under genren keltisk musik. Aston är klassiskt skolad violinist. Hon leder även Aston String Quartet vilket är Cornwalls version av Kronos Quartet. Ensemblen specialiserar sig på att spela nyskrivna verk.

## Diskografi
- Sue Aston Inspirational Journey[1]
- Sacred Landscapes [2]
- Andrew Downs Centenary Firedances / The Marshes of Glynn (1992)[3]
- Centenary Firedances / The Marshes of Glynn